# Muchomor jeżowaty
Muchomor jeżowaty (Amanita echinocephala (Vitt.) Quél.) – gatunek grzybów należący do rodziny muchomorowatych (Amanitaceae). Nazwa pochodzi od greckiego słowa echinocephalus oznaczające „kolczastogłowy”.

## Systematyka i nazewnictwo
Pozycja w klasyfikacji według Index Fungorum: Amanita, Amanitaceae, Agaricales, Agaricomycetidae, Agaricomycetes, Agaricomycotina, Basidiomycota, Fungi.
Po raz pierwszy takson ten zdiagnozował w 1835 r. Carlo Vittadini nadając mu nazwę Agaricus eichenocephalus. Obecną, uznaną przez Index Fungorum nazwę nadał mu w 1872 r. Lucien Quélet, przenosząc go do rodzaju Amanita.
Komisja ds. Polskiego Nazewnictwa Grzybów Polskiego Towarzystwa Mykologicznego zarekomendowała używanie nazwy muchomor jeżowaty w 2025 r.

## Morfologia
Kapelusz
Średnica 5–16 cm. Początkowo śnieżnobiały, z czasem kremowy do jasnoszarego. Na kapeluszu znajdują się białawe, kolcokształtne brodawki, głównie na jego środku. Brzeg kapelusza młodych owocników ma ząbkowany, nieregularny rąbek.
Blaszki
Drobne, gęsto ściśnięte, różnej długości. Początkowo mają kolor blado turkusowy lub zielonawy, później szarawy do żółtawego, co jest cechą charakterystyczną tego grzyba.
Trzon
Wysokość 8–16 cm, grubość 1–2 cm. Tuż pod blaszkami jest otoczony płatowatym, pożłobkowanym, zwisającym pierścieniem. Trzon wyrasta z grubej bulwy otoczonej pasem brodawek, która zaostrzonym końcem tkwi w ziemi. Powierzchnia trzonu jest biaława, lekko żółtozielonkawa lub oliwkowozielonkawa.
Miąższ
Przypomina kolorem blaszki. Zapach i smak nieprzyjemny.
Wysyp zarodników
Biały. Zarodniki elipsoidalne, gładkie, amyloidalne, o rozmiarach 9,5–11,5 × 6,5–8 μm.
Gatunki podobne
Najbardziej podobny jest muchomor szyszkowaty (Amanita strobiliformis). Podobne jest też wiele innych gatunków z sekcji Lepidella.

## Występowanie i siedlisko
Występuje tylko w Europie, brak go w Ameryce Północnej. Jest rzadki. W Polsce rzadki, ma 3 potwierdzone stanowiska głównie na południu kraju.
Rośnie na ziemi, głównie pod bukami na glebach zasadowych.

## Znaczenie
Grzyb mykoryzowy. Grzyb niejadalny: wartość spożywcza nieznana. Odradza się zbierania ze względu na możliwość pomylenia z trującymi gatunkami muchomorów.